# Rafael Ruiz Gallardón
Rafael Ruiz Gallardón (1930-2016) fue un jurista, notario y político español, consejero nacional del Movimiento y procurador en Cortes durante la dictadura franquista.

## Biografía
Nacido en Madrid el 11 de marzo de 1930, ejercía de notario de Barcelona desde 1955.
Consejero nacional del Movimiento por designación directa del presidente del Consejo, en 1970 se convirtió en procurador en las Cortes franquistas, reemplazando a Eugenio Casimiro López. Causó baja definitiva como procurador en febrero de 1974 y fue sustituido por Eduardo Navarro Álvarez. Entre enero de 1970 y septiembre de 1972 desempeñó el cargo de delegado nacional de Acción Política y Participación.
Falleció en su ciudad natal el 2 de septiembre de 2016.
Hermano de José María Ruiz Gallardón y tío paterno de Alberto Ruiz-Gallardón.

## Distinciones
- Cruz de Honor de San Raimundo de Peñafort (1971)[5]